# Скалистый (мыс, остров Ратманова)
Мыс Скалистый — мыс на острове Ратманова, который находится в составе островов Диомида в Беринговом проливе, самой восточной точке территории России.

## География и природные условия
Мыс Скалистый находится в северной части острова. Побережье скалистое, с узкой полосой прибрежного пляжа, который покрыт глыбовыми осыпями.
В северной части острова также находится Пограничная падь, ее ручей впадает в Берингов пролив чуть западнее мыса Скалистого.
В окрестностях мыса Скалистого размещается погранзастава «Ратманова», которая официально создана 1 июля 1941 года.